# ديلاوير (نيويورك)
ديلاوير (بالإنجليزية: Delaware, New York)‏ هي بلدة أمريكية تقع في الولايات المتحدة في مقاطعة سوليفان، نيويورك. يقدر عدد سكانها بـ 2,670 نسمة ومساحتها 91.5 كم2 وترتفع عن سطح البحر 400 متر.